# 阿弟仔
張健偉（1976年12月12日—），藝名阿弟仔，臺灣音樂製作人與創作歌手，基隆市出身。就讀基隆高中期間參與歌唱比賽後，未選擇繼續升學，開始走入音樂圈，作品憑著直覺與天賦釋放出强烈的個人音樂風格。1999年以臺語歌《我沒讀書》出道，歌詞內容引發爭議。早期音樂作品以臺語為主，後來主要投入華語流行音樂領域，成為李玟、蔡依林、蕭亞軒、羅志祥、张靓颖、溫嵐、張惠妹、那英、郁可唯、卓文萱、蕭敬騰、梁文音、大嘴巴、自由發揮、李千娜、楊丞琳、鍾漢良、黃鴻升等知名華語歌手的詞曲作家與唱片製作人。

## 作品
- 我沒讀書（1999年）
- 愛人三角褲(EP)
- 我是人（2000年）
- 平衡（2002年）
- 自慰精選（2005年）
- 1188（2005年）
- Adia's Demo 1993-2005／斷舌頭（2006年）

## 評審
- 第33屆金曲獎評審團主席（2022年）

## 獎項及榮譽
- 2000年，中華音樂人交流協會年度十大專輯：我是人／阿弟仔[2]
- 2000年，中華音樂人交流協會年度十大單曲：掙扎／阿弟仔[2]
- 2001年，入圍第12屆金曲獎流行音樂作品類最佳專輯製作人獎：阿弟仔／《我是人》
- 2001年，第12屆金曲獎流行音樂作品類最佳國語男演唱人：阿弟仔／我是人[3]
- 2002年，入圍第九屆華語音樂傳媒大獎最佳搖滾藝人：阿弟仔／《平衡》[4]
- 2002年，入圍第九屆華語音樂傳媒大獎最佳製作人：阿弟仔／《平衡》[4]
- 2003年，中華音樂人交流協會年度十大專輯：平衡／阿弟仔[2]
- 2003年，中華音樂人交流協會年度十大單曲：平衡／阿弟仔，張睿銓[2][5]
- 2003年1月，中華音樂人交流協會台灣流行音樂200最佳專輯：《平衡》／阿弟仔[6]
- 2008年，入圍第18屆金曲獎最佳單曲製作人獎：阿弟仔 《舞孃》
- 2008年，榮獲第19屆金曲獎最佳單曲製作人獎：阿弟仔 《特務J》
- 2010年，榮獲第21屆金曲獎最佳專輯製作人獎: 《A-MIT 阿密特 張惠妹意識專輯》
- 2013年，入圍第50屆金馬獎最佳原創電影歌曲獎: 《詞╱曲：阿弟仔、廖偉傑，演唱：自由發揮〈打電影〉《阿嬤的夢中情人》》
- 2022年，出任第33屆金曲獎評審團主席。